# Palacio arzobispal de Mérida
El Palacio arzobispal es un edificio neoclásico de carácter palaciego diseñado por el arquitecto italiano  Luigi Bosetti y erigido en el centro histórico de la ciudad de Mérida. Ubicado en la avenida 3, es uno de los edificios que flanquean la Plaza Bolívar. Es la sede de la Arquidiócesis de Mérida y residencia oficial del arzobispo de Mérida. Alberga también la Galería de Retratos de los Obispos de Mérida, obra del cardenal José Humberto Quintero, y está al lado de la Catedral basílica menor de la Inmaculada Concepción.
Al principio en ese lugar se encontraba la Casa Parroquial del Sagrario, donde vivía el cura del Sagrario. Se derrumbó durante el terremoto de Mérida de 1894 y fue reedificado a petición del arzobispo Acacio Chacón Guerra, ya que la curia local se había quedado sin su sede y se pretendía volver la residencia del arzobispo, ya que no existía una. La intención de este palacio fue la legitimación internacional de la arquitectura merideña.